# Стретта
Стре́тта (итал. stretta от итал. stringere — «сжимать, сокращать») — каноническое проведение тем в фуге, при котором каждый имитирующий тему голос вступает до того, как она закончилась в предыдущем голосе, и отдельные части темы звучат одновременно в разных голосах, то есть контрапунктически сочетаются друг с другом. Нередко после окончания темы в начинающем голосе она вступает в третьем голосе, и трёхголосная стретта складывается как цепочка двухголосных канонов (фуга F-dur из 1-го тома «Хорошо темперированного клавира» И.-С. Баха, такты 37—44). Стретта, представляющая собой канон во всех голосах (последний вступает до момента окончания темы в начинающем), называется магистральной или маэстральной (stretto maestrale — фуги C-dur, b-moll из 1-го тома «Хорошо темперированного клавира» И. С. Баха). Особой полифонической полнотой отличаются стретты в виде двойного канона: на две темы (фуга e-moll op. 87 № 4 Шостаковича), на тему с удержанным противосложением (фуга из квинтета op. 57 Шостаковича). Стретта может быть усложнена использованием увеличения, обращения и других способов полифонического преобразования. В сложно построенных фугах образуется система варьированных стретт (фуги dis-moll, b-moll из 1-го тома «Хорошо темперированного клавира» И.-С. Баха).